# Src (киназа)
Src — не связанная с клеточным рецептором тирозинкиназа, участвующая в процессах эмбрионального развития и клеточного роста. Src является первой описанной протеинкиназой из одноименного семейства Src-киназ. Является гомологом онкогена v-src, входящего в геном вируса саркомы Рауса.
Src способна усиливать активность NMDA-рецепторов (обзор в Ali и Salter, 2001). Показано, что точечное воздействие на Src, ведущее к её отсоединению от рецепторного комплекса NMDAr, снижает болевые реакции.
Наряду с Fyn, Src взаимодействует с DAB1, регуляторным элементом сигнальной цепочки рилина.